# Madonna der sieben Monde
Madonna der sieben Monde ist ein britisches Liebesmelodram aus dem Jahre 1944 von Arthur Crabtree mit Phyllis Calvert und Stewart Granger in den Hauptrollen. Die Geschichte basiert auf dem gleichnamigen Roman (1931) von Margery Lawrence.

## Handlung
Die Geschichte spielt in Italien im Jahre 1919. Maddalena, ein junges Klostermädchen, wird von einem Zigeuner in einem Wald nahe Florenz vergewaltigt. Bald darauf arrangiert Maddalenas Vater ihre Vermählung mit einem wohlhabenden Weinhändler namens Giuseppe Labardi. Ein Jahr später werden beide Eltern eines Mädchens namens Angela. Maddalena führt ein frommes und zurückgezogenes Leben, aber ihr friedliches Dasein wird durcheinandergebracht, als Angela, inzwischen 17 Jahre alt, nach fünf Jahren in einer Schule in England in das Labardi-Haus nach Rom zurückkehrt. An ihrer Seite erscheint der junge englische Diplomat Evelyn. Angelas moderne Auffassung von vielen Dingen schockiert Maddalena, die sich fortan seltsam benimmt. Auf Angelas Geburtstagsparty wird Maddalena plötzlich beim Anblick von Sandro Barucci ohnmächtig. Dieser Sandro ist ein notorischer Gigolo, den Angela in Cannes kennengelernt hat. Anschließend verschwindet Maddalena, nimmt ihre Juwelen mit sich und kritzelt mit ihrem Lippenstift sieben Monde auf ihren Frisierspiegel. Ihr Gatte Giuseppe verrät seiner Tochter Angela und einem Freund der Familie, Dr. Charles Ackroyd, dass seine Frau schon zweimal verschwunden ist, ihren Schmuck mitgenommen hatte und sich bei ihrer Rückkehr an nichts mehr erinnern konnte. Ackroyd ist fasziniert von diesem Fall und diagnostiziert bei Giuseppes Frau eine Persönlichkeitsspaltung. Angela beschließt, ihre Mutter mithilfe des Schmucks nachzustellen, und beginnt ihre Suche in Florenz. Evelyn, inzwischen ihr Verlobter, muss kurzfristig nach England zurückkehren, und deshalb holt sich Angela Hilfe von zwei Künstlerfreunden, Jimmy und Nesta Logan aber auch von Sandro Barucci.
Tatsächlich, so stellt sich heraus, führt Maddalena ein Doppelleben: Einmal als liebevolle, gläubige und wohlanständige Ehefrau und Mutter, und das andere Mal als Zigeunerin Rosanna, die Geliebte des berüchtigten Juwelendiebs Nino Barucci, der mit seiner Mutter und seinem jüngeren Bruder Sandro im Haus der Sieben Monde in Florenz lebt. Rosanna, die sich nicht an ihr anderes Leben erinnert, schenkt Nino ihre Juwelen, woraufhin er ihre Verbindung zu Labardi herausfindet. Er ist halb wahnsinnig vor Eifersucht, denn Nino muss annehmen, dass „seine“ Rosanna die Geliebte eben jenes Giuseppes sein muss. Und so plant er eines Tages, das Labardi-Haus in Florenz während des Karnevals zu überfallen und Giuseppe zu ermorden. Sandro hingegen, der so tut, als wolle er Angela lediglich dabei helfen, ihre Mutter Maddalena zu finden, lockt die Tochter zu den „Sieben Monden“, um sie dort zu verführen. Das Schicksal der Mutter in Jugendjahren droht sich bei der Tochter zu wiederholen. Gekleidet wie Nino, nämlich als Karnevals-Harlekin, setzt Sandro Angela unter Drogen und trägt sie in die oberen Gemächer des Hauses. Rosanna, die den Harlekin sieht, glaubt, dass es sich um ihren Nino handeln müsse und ersticht dessen Bruder Sandro in einem Eifersuchtsanfall. Im Sterben wirft er ein Stilett nach Rosanna und trifft sie. Angela erkennt, dass die sterbende Rosanna niemand anderes als ihre Mutter ist. Evelyn und Jimmy Logan kommen hinzu, nachdem sie Sandro dank einer von Jimmys Skizzen bis zu den Sieben Monden verfolgt haben. Sie bringen Maddalena zurück zum Labardi-Haus, wohin Nino ihnen folgt. Am Todesbett von Maddalena verzichtet Nino darauf, Giuseppe zu töten, als er hört, wie er sie seine Frau nennt und ihr ein kleines Kreuz auf die Brust legt.

## Produktionsnotizen
Madonna der sieben Monde wurde zum Jahresende 1944 uraufgeführt, Massenstart war am 22. Januar 1945. Die deutsche Premiere fand im März 1947 statt.
R. E. Dearing übernahm die Produktionsleitung. Andrew Mazzei entwarf die Filmbauten, Elizabeth Haffenden sorgte für die Kostüme. Peter Murton und Don Chaffey waren zwei der Zeichner, Albert Whitlock malte die Hintergründe. Louis Levy übernahm die musikalische Leitung.

## Synchronisation
| Rolle               | Darsteller        | Synchronsprecher    |
| ------------------- | ----------------- | ------------------- |
| Maddalena Labardi   | Phyllis Calvert   | Friedel Schuster    |
| Nino Barucci        | Stewart Granger   | Arnold Marquis      |
| Mama Barucci        | Nancy Price       | Ursula Krieg        |
| Dr. Charles Ackroyd | Reginald Tate     | Konrad Wagner       |
| Jimmy Logan         | Peter Murray-Hill | Reinhard Kolldehoff |

## Wissenswertes
In der zweiten Hälfte des Zweiten Weltkriegs entwickelte sich die produzierende Filmgesellschaft Gainsborough Pictures, beginnend mit Der Herr in Grau, zur bedeutendsten Firma, wenn es darum ging, opulente Kostümdramen und tränenreiche Liebesschnulzen herzustellen. Fast alle von Gainsborough in den 1940er Jahren entstandenen Streifen, die nahezu durchgehend unmittelbar nach Kriegsende auch auf dem deutschen Markt herausgebracht wurden, entwickelten sich – „obwohl die Kritik mit Verachtung über sie schrieb“, wie Jörg Helbig erinnerte – zu großen Kassenmagneten in Europa, bisweilen auch auf dem US-amerikanischen Markt, und brachten zudem zahlreiche Filmstars hervor, allen voran Margaret Lockwood, James Mason, Patricia Roc, Phyllis Calvert und Stewart Granger. Zu Gainsboroughs größten Erfolgen zählen Gaslicht und Schatten, Madonna der sieben Monde, Cornwall Rhapsodie, Die Frau ohne Herz, Drei Ehen, Gefährliche Reise und Paganini.

## Kritiken
Der Spiegel schrieb in seiner Ausgabe vom 8. März 1947: „‚Madonna der Sieben Monde‘ … enthält ziemlich alles, was gemeinhin sichere Erfolgsgarantien sind: einen geheimnisvollen Fall der Psychologie, Romantik, Humor, Kriminalität, elegante Gesellschaft, Liebesleidenschaft, Klöster, Sterbesakramente. Es handelt sich um das unbewußte Doppelleben einer Frau: Mal eine Dame im Florentiner Luxushotel, mal die Geliebte eines Räuberhauptmanns. Ihres Töchterleins Eintänzer ist des Räubers Bruder. Kenner, können sich vorstellen, was für ergiebige Verwicklungen sich derart ergeben. Ein Anfangstitel versichert, daß die Handlung dem Leben entnommen ist. Leute, die sich daraufhin nicht viel versprechen, sehen sich enttäuscht. Es geht romanhaft genug zu.“
Das Lexikon des Internationalen Films urteilt: „Rührselig-kitschiges Melodram nach einem englischen Trivialroman.“
Der Movie & Video Guide sah den Film als ein „straffes Melodram, das aber in bestimmten Kreisen als maniriert angesehen wird“.
Halliwell’s Film Guide urteilte gnadenlos: „Kitschiger Schmonzes, der durch gekünstelte Darstellung mausetot“ gemacht worden sei. Dagegen meinte der Mitbegründer des New Yorker Filmfestivals, Richard Roud, der Streifen sei „einer der unterhaltsamsten britischen Filme der 1940er Jahre“.
„Ein Rührstück zweifellos, aber doch auch irgendwie faszinierend mit seiner irgendwie grobschlächtigen Darstellung von Gut und Böse.“
Hauptdarsteller Stewart Granger fand den Film, rückblickend betrachtet, einfach nur „schrecklich“.